# 亞歷山大·克拉斯諾曉科夫
亚历山大·米哈伊洛维奇·克拉斯诺晓科夫（俄语：Алекса́ндр Миха́йлович Краснощёков，1880年10月10日—1937年11月26日），苏联政治家，苏联卫星国远东共和国首任总统和部长会议主席，生于乌克兰切尔诺贝利，犹太人。在基辅参与革命，加入孟什维克国际派，后为躲避逮捕流亡美国纽约曼哈顿，曾就读纽约市立大学并参与美国社会党活动，后移居芝加哥，与波兰犹太人女性结婚，同时就读于芝加哥大学取得律师资格。俄国二月革命后离开芝加哥穿越太平洋取道日本于1917年8月到达符拉迪沃斯托克，加入布尔什维克组织的苏维埃。十月革命后在哈巴罗夫斯克组建政府，后遭日本出兵打击。克拉斯诺晓科夫被迫出逃，被白军于伊尔库茨克俘虏，后获释。大清洗期间，克拉斯诺晓科夫被捕遭到枪毙。